# Digerdöden i Spanien

Engelskspråkig karta över pestens utbredning i Europa (1345-1353).

Digerdöden i Spanien (la gran mortaldat) ägde rum 1348–1350.  Den pyreneiska halvön var vid denna tid indelade i kungarikena Aragonien, Kastilien, Navarra, Portugal och de morisk-muslimska staterna. Medan informationen är knapphändig om Kastilien, Portugal och de muslimska staterna i söder, är digerdöden i Aragonien mer väldokumenterad genom forskning och bevarade urkunder.   Bland dess vittnen fanns Peter IV av Aragonien, som efterlämnat en krönika om saken. 

## Förlopp

### Aragonien
Aragonien är en del av Spanien som blivit väl undersökt och dokumenterad i sammanhanget. Aragonien omfattade vid denna tid bland annat Katalonien, Mallorca och Sardinien. Vid denna tidpunkt rådde inbördeskrig i Aragonien mellan kungamakten och rebelliska adelsmän kallade unionister. Det pågick samtidigt också ett separat uppror på Sardinien. 
I mars 1348 hade digerdöden nått Sardinien och i april Mallorca och Roussillon (som då tillhörde Aragonien). Från våren 1348 till våren 1349 härjade sedan pesten Aragonien, med ett uppehåll under vintern. 
Peter IV av Aragonien befann sig sedan april som fånge hos Valencias unionsparti. I juni 1348 nådde digerdöden Valencia och orsakade snabbt 300 personers död. Kungen krävde att han skulle friges med hänvisning till att det var mordförsök att hålla honom kvar på en plats där han löpte fara för sitt liv, och det var digerdöden som gjorde att han 11 juni släpptes fri.  Kungaparet flydde sedan i sällskap med två hovdamer och sju hovmän via Teruel till Zaragoza och, när pesten i oktober kommit dit, tillbaka till Teruel, där drottningen dog i pesten 30 oktober, varifrån kungen själv flydde vidare till Segorbe.
Pesten förorsakade en kollaps i statsapparaten. I juli 1348 hade de flesta ämbetsmän i Cerdagne och Roussillon dött, Barcelona hade förlorat alla utom en av sina stadsråd, och alla utom en av rättstjänarna i staden Bergá i Katalonien hade dött.  Kungen hade svårt att utnämna ersättare när så många med rätt utbildning dött, och de ämbetsmän som fanns kvar fick ta på sig arbetsuppgifterna för sina döda kolleger. Ett exempel var den enda kvarvarande rättstjänaren i Bergá, som fick ta över alla sina avlidna kollegers arbetsuppgifter.  Andra ämbetsmän fick ta på sig arbetsuppgifter som de var både över- eller underkvalificerade för, och i Almudévar norr om Zaragoza tog en privatperson utan utbildning alls över uppgiften att skriva testamenten då alla notarier dött, något som i efterhand legaliserades av kungen.  Massdöden bland myndighetspersoner och ordningsmakt gjorde att laglöshet och anarki utbröt med stöld och plundringar och människor som övertog de dödas hus och ägodelar med förevändningen att de var de dödas släktingar.  Överlevande ämbetsmän arresterade personer på falska grunder och konfiskerade deras tillhörigheter, och även kyrkans personal begick brott, som då en munkorden illegalt övertog en vingård sedan deras ägare dött. Pogromer utbröt i Valencia och Barcelona. 
Digerdöden och det väldokumenterade kaos den förorsakade i Aragonien följdes av en våg av rättstvister om legala och illegala testamenten och stöld. Skattesystemet bröt samman, kronan förlorade intäkterna från både skatter och sina egna gårdar då skattebetalarna och arbetarna på godsen dött, och tvingades efterskänka skulder och sälja kronans gods.  Vissa delar av landet återgick inte till ordningen förrän flera år efteråt: i Prades avled samtliga myndighetspersoner under pesten, och så sent som 16 november 1353 vädjade stadens innevånare till kungen att ingripa eftersom laglösheten i staden hade fått dess innevånare att fly, så den var i fara att avfolkas.  Den höjningen av löner och välstånd som följde för arbetare i många andra delar av Europa nedkämpades effektivt av adeln och kyrkan i Katalonien, vilket ledde till svåra oroligheter och uppror i denna provins under följande sekel. 

### Kastilien

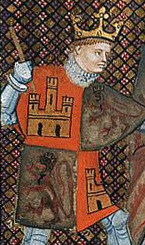
Alfons XI av Kastilien

Kastilien var den pyreneiska halvöns största stat, men dokumentationen om digerdöden är knapphändig. Kung Alfons XI av Kastilien avled i pesten mitt under ett fälttåg mot i Andalusien 26 mars 1350.
Digerdöden nämns kortfattat i annalnotiser från Cordoba och Sevilla, och i Alfons XI:s och hans efterträdare Peter I:s brevväxling med lokala myndigheter, och i dessa framgår att digerdöden orsakade en kraftig folkminskning, men någon detaljerad dokumentation jämförbar med den i Aragonien finns inte. 
Den 19 maj 1352 skrivs det till exempel i ett dokument från Orense i Galicien, att arbetarna i biskopsdömet var mer sällsynta än de varit före digerdöden, och vid riksmötet i Valladolid 1351 nämnde Peter I hur den katastrof som kallats "den stora döden" hade skördat så många människoliv, av vilka så många testamenterat sin egendom till kyrkan.  Abboten Gilles av Tournai återger en berättelse från en pilgrim som besökt Galicien under sin färd till Santiago de Compostela och där tagit in på ett värdshus, bara för att då de vaknade följande morgon upptäckt att alla på värdshuset som välkomnat dem dagen förut hade dött under natten.
Även för Portugals del är informationen mycket liten, förutom det faktum att det är bekräftat att den nådde dit, eftersom man har dokumentation om dess härjningar i åtminstone en portugisisk stad, Coimbra.

### Navarra
Digerdöden nådde Navarra troligen genom pilgrimsleden mellan Frankrike och Santiago de Compostela under sommaren 1348, gjorde uppehåll under vintern, återkom våren 1349 och fortsatte i lokala utbrott under 1350. Mellan 39 och 50 procent av Navarras befolkning uppskattas ha avlidit i pesten; ytterligare 20-30 procent avled när pesten återkom på 1360-talet, och folkmängden började inte återhämta sig förrän efter ett sekel.  Forskaren Maurice Berthe(fr) har visat att pesten inte påverkades av huruvida de byar som drabbades låg i bergen eller inte, och att den passerade och sedan drabbade byar till synes slumpvis. Navarra led mycket svårt att digerdöden, eftersom landet under 1347 redan hade försvagats kraftigt av en svår hungersnöd.